# Halowe Mistrzostwa Świata w Lekkoatletyce 2014 – bieg na 400 metrów kobiet
Bieg na 400 metrów kobiet – jedna z konkurencji rozgrywanych podczas 15. Halowych Mistrzostw Świata w Sopocie.
Eliminacje i półfinał rozegrano w piątek 7 marca, a finał odbył się dzień później – 8 marca.
Tytułu mistrzowskiego z 2012 roku nie broniła Amerykanka Sanya Richards-Ross.

## Statystyka

### Rekordy
W poniższej tabeli przedstawiono (według stanu przed rozpoczęciem mistrzostw) rekordy świata, poszczególnych kontynentów oraz halowych mistrzostw świata.
| Halowy rekord świata              | Jarmila Kratochvílová | 49,59 | Mediolan  | 7 marca 1982   |
| Rekord halowych mistrzostw świata | Olesia Forszewa       | 50,04 | Moskwa    | 12 marca 2006  |
| Halowy rekord Afryki              | Charity Opara         | 50,73 | Stuttgart | 1 lutego 1998  |
| Halowy rekord Ameryki Południowej | Aliann Pompey         | 51,83 | Nowy Jork | 26 lutego 2010 |
| Halowy rekord Ameryki Północnej   | Christine Amertil     | 50,34 | Moskwa    | 12 marca 2006  |
| Halowy rekord Australii i Oceanii | Maree Holland         | 52,17 | Budapeszt | 4 marca 1989   |
| Halowy rekord Azji                | Li Yajun              | 52,27 | Pekin     | 24 lutego 1996 |
| Halowy rekord Europy              | Jarmila Kratochvílová | 49,59 | Mediolan  | 7 marca 1982   |

### Listy światowe
Tabela przedstawia 10 najlepszych wyników uzyskanych w sezonie halowym 2014 przed rozpoczęciem mistrzostw.
| lp. | Zawodniczka       | Wynik | Data        | Miejsce         |
| --- | ----------------- | ----- | ----------- | --------------- |
| 1.  | Francena McCorory | 50,85 | 23 lutego   | Albuquerque     |
| 2.  | Kamaria Brown     | 50,94 | 1 marca     | College Station |
| 3.  | Ksienija Ryżowa   | 51,03 | 18 lutego   | Moskwa          |
| 4.  | Joanna Atkins     | 51,13 | 23 lutego   | Albuquerque     |
| 5.  | Natasha Hastings  | 51,34 | 23 lutego   | Albuquerque     |
| 6.  | Robin Reynolds    | 51,77 | 1 marca     | College Station |
| 7.  | Regina George     | 51,78 | 15 lutego   | Birmingham      |
| 8.  | DeeDee Trotter    | 51,82 | 24 stycznia | Albuquerque     |
| 9.  | Shamier Little    | 51,86 | 1 marca     | College Station |
| 10. | Patricia Hall     | 52,00 | 15 lutego   | College Station |

## Terminarz
| Data         | Godzina | Runda      |
| ------------ | ------- | ---------- |
| 7 marca 2014 | 10:05   | Eliminacje |
| 7 marca 2014 | 20:55   | Półfinał   |
| 8 marca 2014 | 19:40   | Finał      |

## Rezultaty

### Eliminacje
Rozegrano cztery biegi eliminacyjnych. Awans uzyskiwały dwie najlepsze zawodniczki z każdego biegu (Q), a także cztery biegaczki z najlepszymi czasami spośród tych, które zajęły gorsze miejsca (q).
| Pozycja | Bieg | Zawodniczka        | Reprezentacja             | Czas  | Uwagi  |
| ------- | ---- | ------------------ | ------------------------- | ----- | ------ |
| 1.      | 1    | Regina George      | Nigeria                   | 51,60 | Q, SB  |
| 2.      | 3    | Shaunae Miller     | Bahamy                    | 52,10 | Q, SB  |
| 3.      | 1    | Justyna Święty     | Polska                    | 52,13 | Q, PB  |
| 4.      | 1    | Patricia Hall      | Jamajka                   | 52,19 | q      |
| 5.      | 2    | Kaliese Spencer    | Jamajka                   | 52,26 | Q      |
| 6.      | 4    | Francena McCorory  | Stany Zjednoczone         | 52,37 | Q      |
| 7.      | 4    | Denisa Rosolová    | Czechy                    | 52,37 | Q, SB  |
| 8.      | 2    | Joanna Atkins      | Stany Zjednoczone         | 52,61 | q      |
| 9.      | 2    | Lisanne de Witte   | Holandia                  | 52,61 | Q, PB  |
| 10.     | 1    | Margaret Adeoye    | Wielka Brytania           | 52,69 | q, SB  |
| 11.     | 4    | Esther Cremer      | Niemcy                    | 52,71 | q      |
| 12.     | 4    | Kineke Alexander   | Saint Vincent i Grenadyny | 52,80 | SB     |
| 13.     | 3    | Małgorzata Hołub   | Polska                    | 53,07 |        |
| 14.     | 2    | Shana Cox          | Wielka Brytania           | 53,10 |        |
| 15.     | 3    | Nicky van Leuveren | Holandia                  | 53,34 |        |
| 16.     | 3    | Melissa Caddle     | Gujana                    | 54,56 |        |
| 17.     | 4    | Samantha Edwards   | Antigua i Barbuda         | 54,74 |        |
|         | 3    | Ksienija Ryżowa    | Rosja                     | 52,47 | Q, DSQ |

### Półfinał
Do półfinałów zakwalifikowało się 12 zawodniczek. Aby dostać się do finału trzeba było zająć miejsce w pierwszej trójce w swoim biegu półfinałowym (Q).
| Pozycja | Bieg | Zawodniczka       | Reprezentacja     | Czas  | Uwagi |
| ------- | ---- | ----------------- | ----------------- | ----- | ----- |
| 1.      | 2    | Francena McCorory | Stany Zjednoczone | 51,35 | Q     |
| 2.      | 2    | Kaliese Spencer   | Jamajka           | 51,58 | Q, PB |
| 3.      | 2    | Shaunae Miller    | Bahamy            | 51,63 | Q, SB |
| 4.      | 1    | Patricia Hall     | Jamajka           | 52,82 | Q     |
| 5.      | 1    | Justyna Święty    | Polska            | 52,97 | Q     |
| 6.      | 1    | Joanna Atkins     | Stany Zjednoczone | 53,20 | Q     |
| 7.      | 2    | Margaret Adeoye   | Wielka Brytania   | 53,59 |       |
| 8.      | 2    | Esther Cremer     | Niemcy            | 53,60 |       |
| 10 !    | 1    | Denisa Rosolová   | Czechy            | DNF   |       |
| 11 !    | 1    | Lisanne de Witte  | Holandia          | DSQ   |       |
| 12 !    | 1    | Regina George     | Nigeria           | DNS   |       |
|         | 2    | Ksienija Ryżowa   | Rosja             | 51,64 | DSQ   |

### Finał
| Pozycja | Zawodniczka       | Reprezentacja     | Czas  | Uwagi |
| ------- | ----------------- | ----------------- | ----- | ----- |
| 1.      | Francena McCorory | Stany Zjednoczone | 51,12 |       |
| 2.      | Kaliese Spencer   | Jamajka           | 51,54 | PB    |
| 3.      | Shaunae Miller    | Bahamy            | 52,06 |       |
| 4.      | Justyna Święty    | Polska            | 52,20 |       |
| 5.      | Patricia Hall     | Jamajka           | 52,51 |       |
| 6.      | Joanna Atkins     | Stany Zjednoczone | 52,55 |       |